# Tipula subselenitica
Tipula subselenitica är en tvåvingeart som beskrevs av Theowald 1957. Tipula subselenitica ingår i släktet Tipula och familjen storharkrankar.
Artens utbredningsområde är Spanien. Inga underarter finns listade i Catalogue of Life.